# 城下町

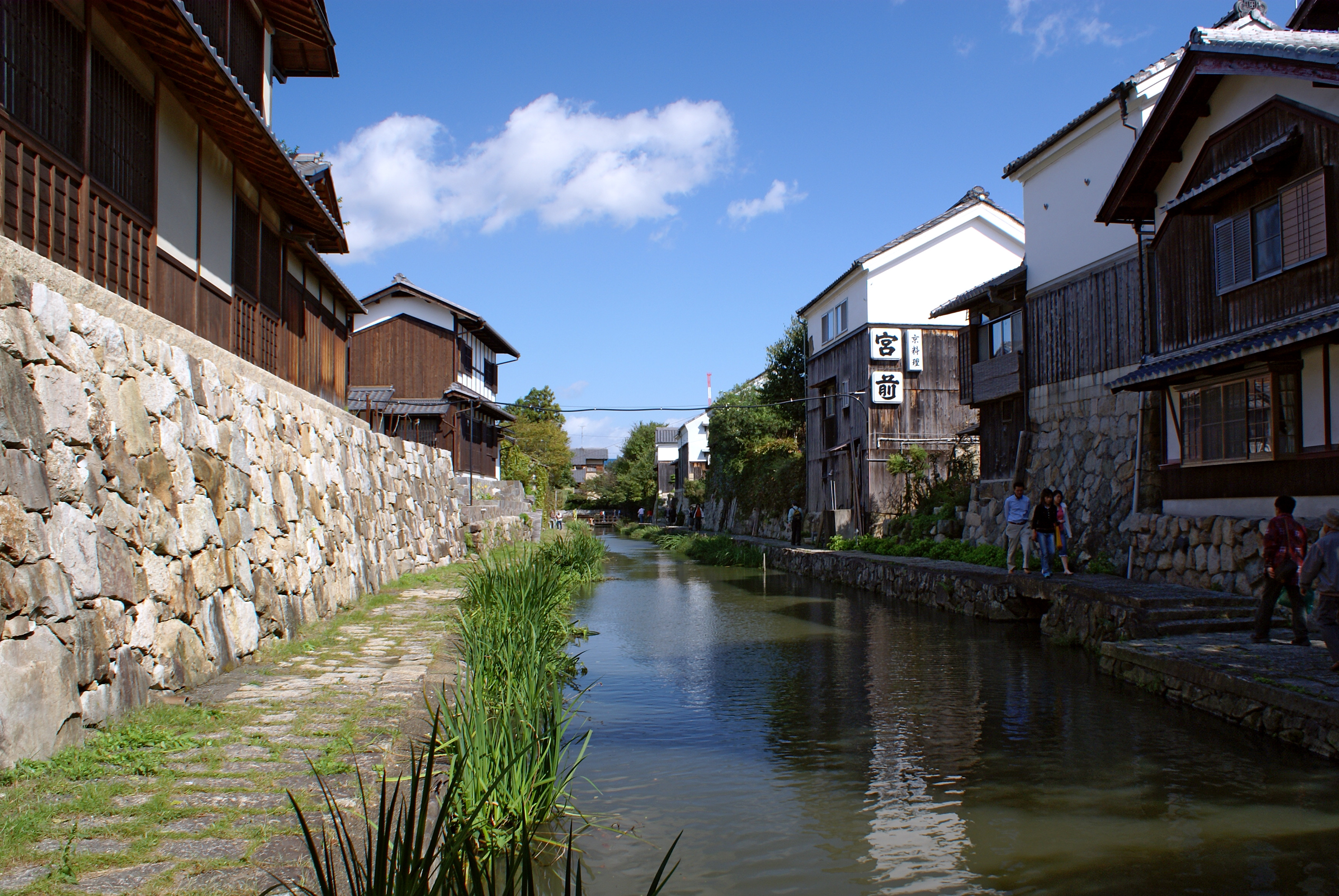
近江八幡

城下町是日本的一種城市建設形式，常住人口通常為1萬人不等。以領主居住的城堡為核心來建立的城市。世界大部分的城郭城市，多是城墻包圍整個城市。而日本的城下町，則只有領主居住的城堡才有城墻保護，平民居住的街道則沒有城墻。

## 殘留有城下町特徵的城市
在現在的日本，人口有十萬以上的城市多是從城下町發展而來。但是由于大火與戰災，存留至今的城下町已經不多，主要有下：　
- 青森縣
  - 弘前：重要傳統的建造物群保存地區
- 秋田縣
  - 角館（仙北市）：重要傳統的建造物群保存地區
- 岩手縣
  - 諏訪小路（日语：金ケ崎町城内諏訪小路）（金崎町）：重要傳統的建造物群保存地區
- 福島縣
  - 会津若松
- 新潟縣
  - 高田（上越市）
- 埼玉縣
  - 川越：重要傳統的建造物群保存地區
- 岐阜縣
  - 飛驒高山：重要傳統的建造物群保存地區
- 石川縣
  - 金澤：重要傳統的建造物群保存地區
- 奈良縣
  - 宇陀松山（日语：松山 (宇陀市)）：重要傳統的建造物群保存地區
- 滋賀縣
  - 近江八幡：重要傳統的建造物群保存地區
- 兵庫縣
  - 丹波篠山：重要傳統的建造物群保存地區
  - 龍野
  - 出石（日语：出石）（豐岡市）：重要傳統的建造物群保存地區
- 岡山縣
  - 津山
- 山口縣
  - 長府（日语：長府）（下關市郊外）
  - 萩：重要傳統的建造物群保存地區
- 島根縣
  - 津和野
- 福岡縣
  - 秋月（朝倉市）：重要傳統的建造物群保存地區
  - 柳川
- 大分縣
  - 杵築
  - 中津
- 佐賀縣
  - 佐賀
- 宮崎縣
  - 飫肥（日语：飫肥）（日南市）：重要傳統的建造物群保存地區

## 日本以外的例子
- 慕尼黑
- 卡尔斯鲁厄
- 弗莱堡
- 海德堡
- 爱丁堡
- 托莱多
- 台南

## 參看
- 日本城堡列表
- 企業城下町
- 港町
- 宿場町
- 門前町
- 寺内町
- 小京都